# Aequidens michaeli
Aequidens michaeli es una especie de peces de la familia Cichlidae en el orden de los Perciformes.

## Morfología
Los machos pueden llegar alcanzar los 20 cm de longitud total.

## Distribución geográfica
Se encuentran en Sudamérica: tramo Brasil  del río Amazonas.